# Mukhtar al-Kunti
Mukhtar al-Kunti o Sidi al-Mukhtar ibn Ahmad al-Kunti, (1729-1811) fue uno de los principales ulemas del movimiento Qadiriyya en el Sudán occidental que desempeñó un papel importante en la promoción de la difusión del Islam en el África occidental en el siglo XIX.

## Orígenes
Mukhtar al-Kunti nació en 1729 en la región de Erg Oralla, al norte de Mabroûk, Malí. Su familia pertenecía a los Zawāyā, un grupo de tribus que habían abandonado la violencia y la autodefensa en favor de una vida pacífica de devociones religiosas y pastoreo, rindiendo homenaje a los grupos guerreros para evitar abusos. Era un miembro de la influyente tribu clerical Kunta, originalmente bereberes saharauis del sur de Marruecos —región alrededor de Akka— que habían actuado como portavoces de sus compañeros bereberes en los tratos con el grupo árabes Beni Hassan. Muchos de los Kunta se trasladaron al este a la región al norte de Tombuctú y se convirtieron en comerciantes de sal. Los Kunta adoptaron las enseñanzas de Muhammad al-Maghili, un destacado clérigo alrededor del 1500 CE que se dice que introdujo la orden Qadiriyya de los sufis en la región.
El padre de Al-Mukhtar murió cuando tenía diez años. Otros miembros de su familia le ayudaron en su educación, así como miembros de las familias Kel al-Suq y Kel Hurma. Su principal maestro fue el jeque Sidi Ali bin al-Najib de Araouane, un destacado clérigo de Qadiriyya. Durante un período fue el cuidador de la tumba cerca de Ualata de Sidi Ahmad al-Kunti (alias al-Bakka'i Bu Dam'a, en árabe: سيدي أحمد الكنتي البكاي بودمعة), un santo kunta que había muerto en 1515. Entre 1754 y 1757 estudió en Marruecos. Se casó con una prima lejana a su regreso.

## Carrera
Mukhtar al-Kunti sucedió a Sidi Ali como sheij cuando murió. Hizo su base en Azawad, a unos 400 km al noreste de Tombuctú. Desde Azawad mediaba en las disputas tribales, en particular entre los kunta y los barabish. Al-Mukhtar al-Kunti tenía una destacada capacidad de liderazgo además de su erudición y cualidades espirituales. A partir de 1757, ya reconocido como líder de los kunta y pronto por todos los demás jeques de Qadiri, se involucró cada vez más en la resolución de las disputas entre los tuaregs de la región.
Con el tiempo, al-Mukhtar llegó a ser el líder espiritual reconocido en una gran región alrededor del recodo del río Níger. En esta zona, el pueblo Iwellemmedan eran los guerreros dominantes y los kunta dominaban el comercio, así como el liderazgo religioso.
Dio consejo espiritual al jefe de la tribu Ullimiden, Kawa Ag Amma. Murió a la edad de 82 años en 1226 AH (1811 CE) y fue sucedido por su hijo Muhammad y luego por su nieto Ahmad al-Bakkay.

## Influencia
Mukhtar al-Kunti fue un autor prolífico, se dice que escribió trescientos tratados sobre aspectos del Islam y sus prácticas.
Se veía a sí mismo como un mujaddid, y pensó que estaba inspirado por el Profeta, que se le había aparecido y le dijo «eres el verdadero mensajero para renovar mi camino». En sus escritos se opone firmemente a cosas como los amuletos y los encantos, y a la creciente cantidad de mallams interesados principalmente en el dinero.
Mukhtar al-Kunti creía firmemente que un sheij debía dar el ejemplo, siguiendo un ascetismo puro informado por la verdad islámica. Mantenía una amplia correspondencia con otros eruditos en las tierras áridas y semiáridas que se extienden desde el Imperio Kanem-Bornu en el este hasta la costa atlántica.
La enorme influencia moral y el apoyo de Al-Mukhtar a la tariqa Qadiriyya significó que el Islam expandió su papel en la región más allá de la religión privada de comerciantes y eruditos. Los miembros de la tariqa debían difundir el mensaje entre los paganos de un único Dios al que todos los hombres estaban subordinados. Mukhtar al-Kunti entrenó a los clérigos para que pudieran establecer escuelas islámicas en los países paganos, y estas escuelas a su vez podían difundir la palabra más allá.
En respuesta a una pregunta sobre el estatus del pueblo fulani, Sidi al-Mukhtar se negó explícitamente a reconocer cualquier diferencia entre negros y blancos.
El alumno de Al-Mukhtar, Sheij Sīdyā al-Kabīr fue un influyente clérigo Qadiriyya en Mauritania. En el imperio Ségou, su alumno Bakari fue asesinado porque no estaba dispuesto a comprometerse con el paganismo.
Al-Mukhtar enseñó tanto a Usman dan Fodio como a Seku Amadu del Imperio de Massina.
Usman dan Fodio admiraba a al-Mukhtar como maestro, y al-Mukhtar supuestamente apoyó a Usman en la campaña en la que fundó el califato de Sokoto en 1809, diciendo «Usman ibn Fudi es uno de los santos consumados; su yihad es justa».